# Sveriges folkräkning 1870
Sveriges folkräkning 1860 var den andra folkräkningen i Sverige sedan grundandet av Statistiska centralbyrån. Folkräkningen registrerade 4 168 525 invånare, varav 2 016 653 män och 2 151 872 kvinnor.